# Равасклето
Равасклѐто (на италиански: Ravascletto; на фриулски: Ravasclêt, Равасклет) е село и община в Северна Италия, провинция Удине, автономен регион Фриули-Венеция Джулия. Разположено е на 952 m надморска височина. Населението на общината е 569 души (към 2010 г.).